# دهستان قره بیشه
دهستان قره بیشه یکی از دهستان‌های بخش زنده‌رود شهرستان فریدن در استان اصفهان ایران است.

## جمعیت
براساس سرشماری مرکز آمار ایران در سال ۱۳۹۵، جمعیت  دهستان قره بیشه ۹۶۳۸ نفر (در ۳۰۷۵ خانوار) بوده‌است.